# Gabriele Mucchi

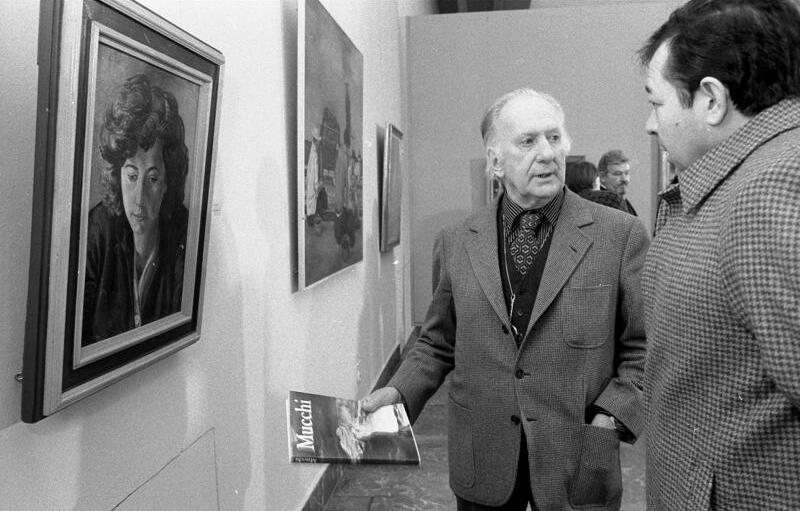
Gabriele Mucchi (midden) bij de opening van een tentoonstelling over zijn werk in het Altes Museum in Berlijn in 1984

Gabriele Mucchi (Turijn, 25 juni 1899 - Milaan, 10 mei 2002) was een Italiaans kunstschilder, graficus, architect en meubelontwerper. Hij was een van de pioniers van het neorealisme (Nuovo Realismo).

## Levensloop
Mucchi was de zoon van een kunstschilder. Na zijn middelbaar onderwijs ging hij in 1916 naar de Universiteit van Bologna waar hij bouwkunde en architectuur studeerde. Zijn studies werden in 1917 en 1918 onderbroken door de Eerste Wereldoorlog toen hij dienstplicht diende te vervullen.
Nadat hij was afgestudeerd in 1923 werkte Mucchi eerst in een bouwonderneming in Rome. Vanaf 1927 ging hij aan de slag bij een architectenbureau in Milaan. Mucchi verbleef tussen 1928 en 1930 in Berlijn en van 1931 tot 1934 in Parijs. Ondertussen was hij in 1933 gehuwd met de Duitse beeldhouwster Jenny Wiegmann. Hij vervaardigde muurschilderingen waarmee hij exposeerde op de 5e Triënnale van Milaan in 1933. Mucchi werd hierdoor eveneens buiten Italië bekend. 

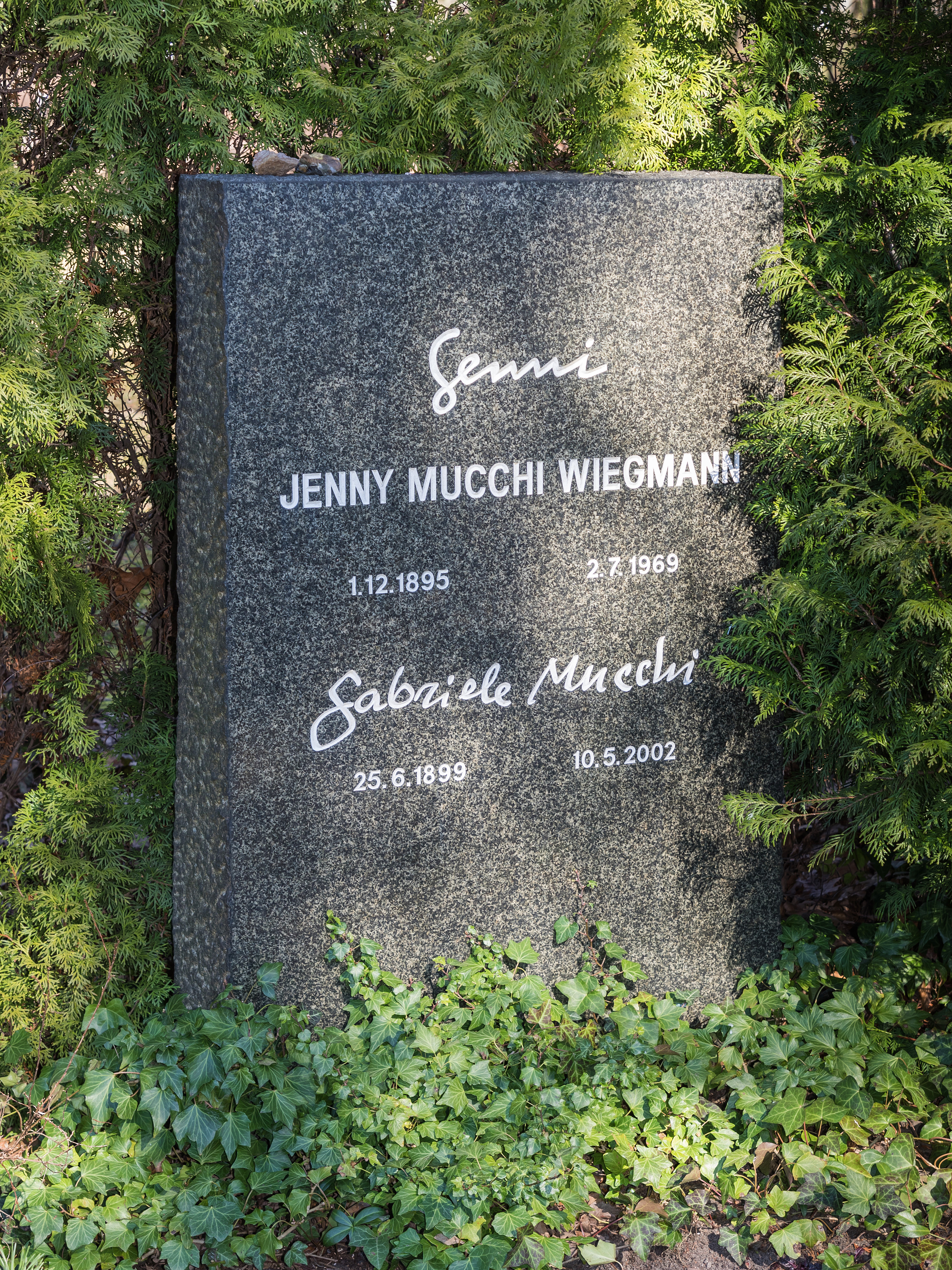
Grafsteen van Mucchi en zijn echtgenote in Berlijn

Mucchi keerde in 1934 terug naar Italië en speelde een rol in de avant-gardebeweging van de jaren 1930 die in het land op gang kwam. Tot in 1945 was hij vooral actief als meubelontwerper. In 1935 ontwierp hij de relaxzetel Genni die in 1982 opnieuw werd uitgebracht. Op de 7e Triënnale van Milaan presenteerde hij een gebogen, doorboorde aluminium stoel.
In de aanloop naar de Tweede Wereldoorlog was Mucchi een hevig tegenstander van de fascist Benito Mussolini. Zijn woonhuis en atelier in Milaan werd het trefpunt van de antifascistische groepering Corrente. In de oorlog vocht hij mee als soldaat en later als partizaan.
Na de oorlog was Mucchi een van de medestichters van het tijdschrift Realismo die de basis zou vormen van de neorealistische stroming die in de jaren 1950 ontstond. In Milaan ontwierp hij het Via Marcorahuis, een van de eerste voorbeelden van het rationalisme in de stad. Tot 1955 ontwierp Mucchi verscheidene huizen en openbare gebouwen in de stad. Daarna wijdde hij zich bijna volledig aan de schilderkunst.
Mucchi, die een aanhanger van het communisme geworden was, verbleef lange tijd in de DDR. Van 1956 tot 1961 was hij docent aan de Kunsthochschule Berlin-Weißensee en van 1961 tot 1963 aan het Caspar-David-Friedrich Institute van de Ernst-Moritz-Arndt-Universität. Daarna pendelde hij tussen Berlijn en Milaan.
In 1983 werd er een retrospectieve georganiseerd in het Poesjkinmuseum in Moskou. Het jaar daarop kreeg Mucchi een eredoctoraat aan de Universiteit van Leipzig.
Hij stierf op 102-jarige leeftijd in Milaan en werd bijgezet in het graf van zijn echtgenote op het Zentralfriedhof Friedrichsfelde in Berlijn.